# マルキョウ
株式会社マルキョウ（英: Marukyo Corporation）は、福岡県大野城市を拠点とするスーパーマーケット。

## 歴史・概要
1964年（昭和39年）12月3日に斉田弥太郎と鍋島市右衛門が共同で「株式会社丸共ストアー」を資本金で400万円で福岡県福岡市博多区銀天町に設立し、第1号店として同月に雑餉隈店を開店した。
1973年（昭和48年）に本部を現在地に変更した。
1985年（昭和60年）5月に現社名の「株式会社マルキョウ」に変更した。（雑餉隈店は現在も営業している）。
創業者の一人である鍋島市右衛門が魚市場の買参権を保有していたことから、創業時から鮮魚の鮮度や安さを強みとして売り上げを伸ばした。
ユニードや寿屋が福岡市周辺での多店舗展開を強化し始めたことを受けて、1978年（昭和53年）春に営業時間を朝8時から深夜である午前1時までの17時間へ延長し、長時間営業する営業戦略を展開して売り上げを伸ばした。
また、大規模小売店舗法の規制強化に対しては、売り場面積500m²以下の小型店舗の運営ノウハウを開発する方針を採り、売り場面積約150坪の店舗を福岡の都市部で集中出店してドミナントの構築を図った。
さらに、グロサリーなどは粗利益率を16%台に抑え、低コスト運営で低価格を売りにする「ディスカウントストア型スーパーマーケット」を長時間営業する業態へ発展させて売り上げを伸ばした。
しかし、この低価格志向は一方で、2008年（平成20年）5月23日に公正取引委員会から「納入業者との取引で、優越的地位を乱用した不公正な取引方法があった」として排除措置命令を受けることになった。
2010年（平成22年）1月1日に全店舗がマルキョウにより直営化されて屋号が「マルキョウ」に変更され「マイチェリー」は消滅した。
1989年（平成元年）度に売上に占める食料品の比率が約83％と食品主体の営業をしていた。
1996年（平成8年）、佐賀県で事業展開していた日祐（ニチユー）から創業地店舗を除く9店舗を譲り受けた。
2013年（平成25年）9月4日に西日本鉄道と資本・業務提携に基本合意したと発表した。
この時点では西日本鉄道は、創業者一族で筆頭株主だった斉田キミヨから、発行済み株式の15%を取得し、筆頭株主となるとされていた。
しかし、西日本鉄道が取得する株式は、9月4日時点の15%・235.2万株を約11.97億円から
12月19日の合意では10%・156.8万株を約9.4億円へ縮小し、
西日本鉄道は3位の株主になると共に創業者家が引き続き当社の筆頭株主に留まることになった。
また、取得は12月25日付けで行われることになった。
2017年（平成29年）3月1日、丸久（山口県）、マルミヤストア（大分県）などを傘下に持つリテールパートナーズ（山口県防府市）との株式交換により、同社の完全子会社となった。同時に、西日本鉄道との資本提携は解消した。

## 沿革
- 1964年（昭和39年）
  - 12月3日[1] - 斉田弥太郎と鍋島市右衛門が共同で「株式会社丸共ストアー」を[5]資本金で400万円で福岡市博多区銀天町に設立[3]。
  - 12月 - 福岡市博多区銀天町に雑餉隈店を開店[17]。（第1号店[4]）
- 1977年（昭和52年）6月 - 株式会社青木商事を完全子会社化[広報 7]。
- 1978年（昭和53年）春 - 営業時間を朝8時から深夜1時までの17時間へ延長[6]。
- 1985年（昭和60年）5月 - 現社名の「株式会社マルキョウ」に変更[4]。
- 1996年（平成8年）7月 - 日祐の店舗を青木商事が譲受[11]。
- 1999年（平成11年）4月 - 青木商事から9店舗を譲受[18]。
- 2008年（平成20年）5月23日 - 公正取引委員会から「納入業者との取引で、優越的地位を乱用した不公正な取引方法があった」として排除措置命令を受ける[9]。
- 2010年（平成22年）1月1日 - 有限会社ポテトからマイチェリー9店舗を譲受[18][広報 2]。
- 2013年（平成25年）
  - 9月4日 - 西日本鉄道と資本・業務提携に基本合意したと発表[12][13][14]。
  - 12月19日 - 西日本鉄道が発行済み株式の10%・156.8万株を約9.4億円を取得することで合意したと発表[2]。
- 2017年（平成29年）3月1日 - リテールパートナーズの完全子会社となる[広報 6]。

## 店舗

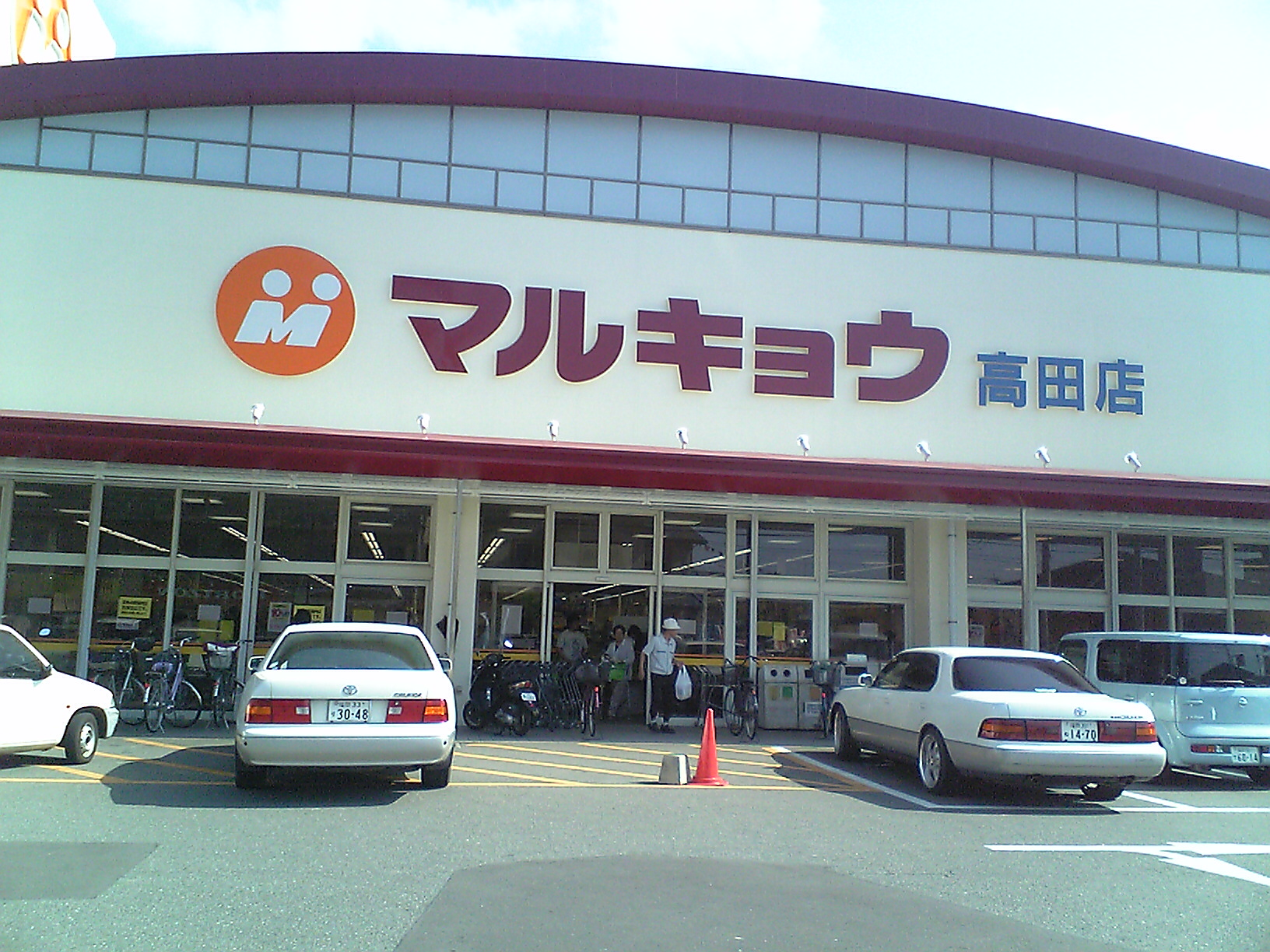
マルキョウ高田店（福岡県糸島市）

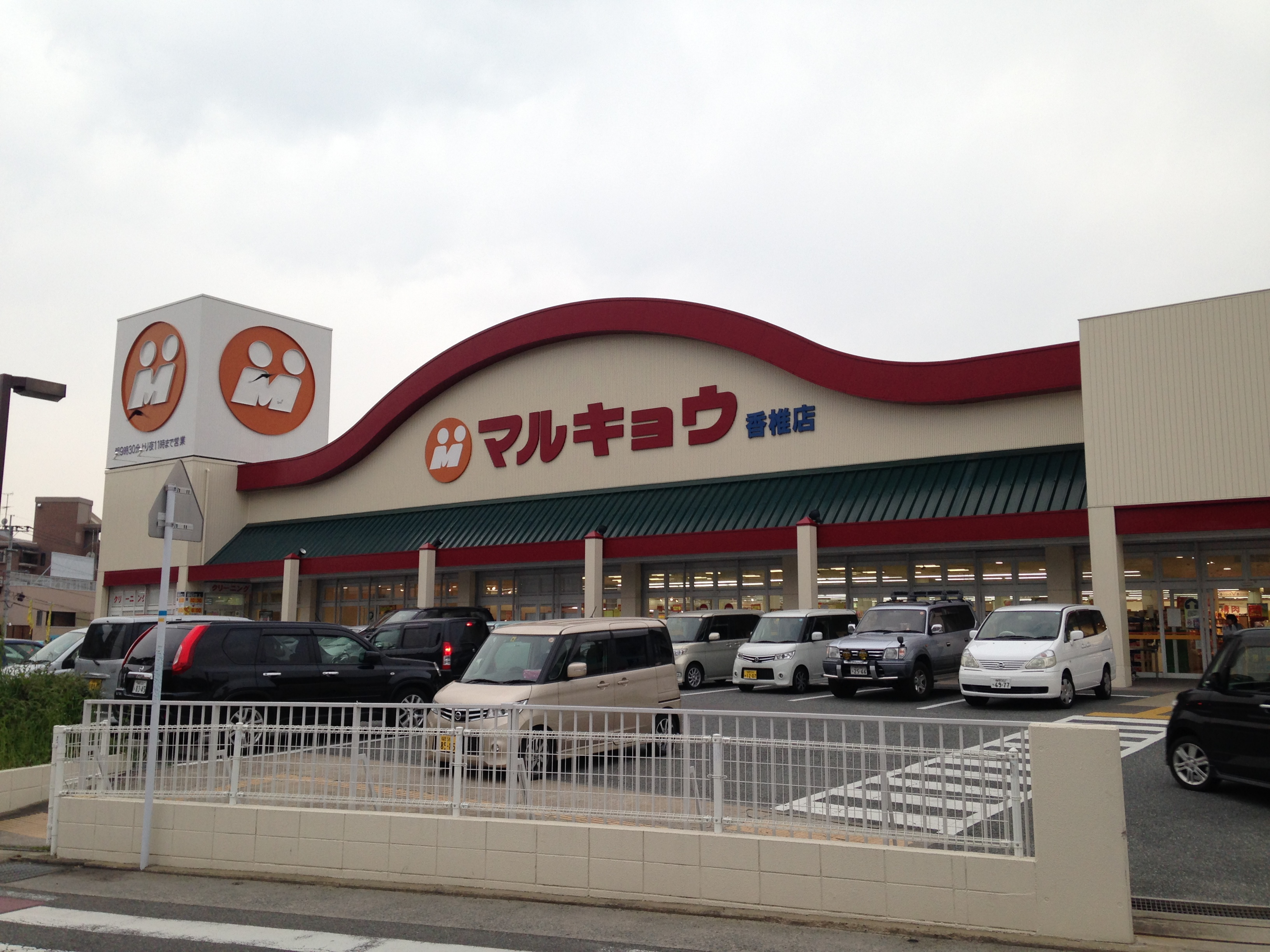
マルキョウ香椎店（福岡県福岡市東区）

- 現行店舗については、公式サイト「」を参照。

## 過去に存在した店舗

### 福岡県

#### 福岡市

##### 中央区
- 唐人店 - 福岡市中央区唐人町1-12-6[5]、1972年（昭和47年）6月開店[5]、店舗面積732m²[5]。

##### 博多区
- 比恵店 - 福岡市博多区東比恵4-6-6[1]、1968年（昭和43年）12月開店[1]、店舗面積152m²[1]。
- 対馬小路店 - 福岡市博多区対馬小路7-12[5]、1978年（昭和53年）12月開店[4]、店舗面積144m²[5]。

##### 東区
- 馬出店 - 福岡市東区馬出[17]、1978年（昭和53年）6月開店[17]、店舗面積561m²[17]。
- 馬出南店 - 福岡市東区馬出[19]、1979年（昭和54年）8月開店[19]、店舗面積990m²[19]。
- 初代・和白店 - 福岡市東区大字上和白692-1[2]、1974年（昭和49年）12月開店[4]、店舗面積461m²[4]。

##### 南区
- 長住店 - 福岡市南区長住2-22-2[20]、1970年（昭和45年）5月22日開店[20]、店舗面積567m²[20]。
- 平尾店 - 福岡市南区市崎町1-1[20]、1970年（昭和45年）5月開店[20]、店舗面積396m²[20]。

##### 西区
- 名島店 - 福岡市西区大字名島2120[20]、1969年（昭和44年）6月6日開店[20]、店舗面積383m²[1]。
- 西新店 - 福岡市西区曙1-188[2]、店舗面積455m²[20]。
- 田島店 - 福岡市西区大字田島字垣添216-4[5]、1972年（昭和47年）6月開店[5]、店舗面積459m²[2]。
- 堤店 - 福岡市西区大字堤字原の前178[5]、1970年（昭和45年）12月開店[5]、店舗面積479m²[5]。
- 姪浜店 - 福岡市西区姪浜町3081[5]、1971年（昭和46年）8月開店[5]、店舗面積805m²[5]。
- 周船寺店 - 福岡市西区周船寺[19]、1979年（昭和54年）9月開店[19]、店舗面積1,460m²[19]。
- 早良店 - 福岡市西区大字野芥字上六井手453-1[5]、1976年（昭和51年）7月開店[5]、店舗面積804m²[5]。

#### 糸島郡
- 前原店 - 糸島郡前原町大字前原1210[5]（現・糸島市）、1972年（昭和47年）6月開店[5]、店舗面積514m²[5]。

#### 春日市
- 岡本店 - 春日市岡本町1-9[5]、1972年（昭和47年）12月開店[5]、店舗面積648m²[5]。

#### 筑紫野市
- 筑紫店 - 筑紫野市大字筑紫字扇町14-1[5]、1978年（昭和53年）12月開店[4]、店舗面積81m²[5]。

#### 大牟田市
- 四ツ山店 - 大牟田市三里町3-5-5[5]、1972年（昭和47年）7月開店[5]、店舗面積1,550m²[5]。
- 吉野店 - 大牟田市大字橘1441-1[5]、1977年（昭和52年）5月開店[5]、店舗面積317m²[5]。
- 草木店 - 大牟田市[17]、1978年（昭和53年）1月開店[17]、店舗面積1,155m²[17]。
- 小浜店 - 大牟田市[17]、1978年（昭和53年）8月開店[17]、店舗面積581m²[17]。
- 駛馬店 - 大牟田市、2024年（令和6年）11月17日閉店[21]。

#### 飯塚市
- 飯塚店 - 飯塚市大字飯塚1228-1[5]、1973年（昭和48年）3月開店[5]、店舗面積693m²[5]。

#### 田川市
- 後藤寺店 - 田川市本町2-14[5]、1971年（昭和46年）11月開店[5]、店舗面積858m²[5]。

#### 直方市
- 直方店 - 直方市古町5-18[5]、1972年（昭和47年）7月開店[5]、店舗面積1,700m²[5][22]。

#### 北九州市
- 宇佐店 - 北九州市小倉北区宇佐町2[5]、1972年（昭和47年）12月開店[5]、店舗面積815m²[5]。
- 三ケ森店 - 北九州市八幡西区大字永犬丸字三ケ森537-1[23]、: 店舗面積554m²[23]。
- 折尾店 - 北九州市八幡西区大字折尾1371[23]、1970年（昭和45年）12月開店[5]、店舗面積582m²[23]。
- 二島店 - 北九州市若松区二島3丁目1−40
- 町上津役店 - 北九州市八幡西区町上津役西1丁目3-12

### 佐賀県
- 佐賀店 - 佐賀市松原2丁目[24][25]、1996年（平成8年）8月[25][26] - 2013年（平成25年）11月19日閉店[24][27][26]。

地場スーパーの「日祐」の旧本店建物を買収し、「マルユー佐賀店」として佐賀市中心部の中央大通り沿いに出店した。
敷地は約2,100m²で、鉄骨5階建て・延べ床面積約7,500m²の建物で、1階を駐車場、2階と3階を食料品と衣料品売り場、4階と5階は事務所や倉庫などにしていた。
郊外へ大型商業施設が相次いで出店して中心市街地の空洞化が進んだ影響に加えて、店舗周辺住民の高齢化が進んだことから売上の減少が続き、2011年（平成23年）から売り場を2階に集約して3階は空き店舗化した。
不採算店となったことから2013年（平成25年）11月に閉店した。
店舗跡は隣接地を含めて佐賀市が購入し、改装してバルーンミュージアムが新設する計画を、2014年（平成26年）1月31日に佐賀市が市議会全員協議会で表明した。
- 唐津店 - 唐津市本町1901-1[5]、1973年（昭和48年）8月開店[5]、店舗面積1,026m²[5]。

### 熊本県
- 坪井店 - 熊本市坪井3-11-6[5]、1972年（昭和47年）12月開店[5]、店舗面積799m²[5]。

### 広報など1次資料
1. 1 2 3 4 5 6 7 8  “第56期決算公告” (PDF).   株式会社マルキョウ (2020年6月3日). 2021年5月11日閲覧。[リンク切れ]
2. 1 2  “有限会社ポテトの事業一部譲受けに関するお知らせ”. マルキョウ (2009年11月13日). 2021年10月10日時点のオリジナルよりアーカイブ。2022年6月4日閲覧。
3. ↑  西日本鉄道株式会社との資本・業務提携に関するお知らせ (PDF)  - マルキョウ、2013年12月19日[リンク切れ]
4. ↑  株式の売出し、主要株主の異動の予定に関するお知らせ (PDF)  - マルキョウ、2013年12月19日[リンク切れ]
5. ↑  株式会社マルキョウとの資本・業務提携に関するお知らせ (PDF)  - 西日本鉄道、2013年12月19日[リンク切れ]
6. 1 2  株式会社リテールパートナーズと株式会社マルキョウの株式交換による経営統合に向けた基本合意書締結に関するお知らせ（PDF） - マルキョウ、2016年7月21日[リンク切れ]
7. ↑  “会社情報 > 沿革”. マルキョウ. 2021年10月10日閲覧。